# Geotrigona fumipennis
Geotrigona fumipennis là một loài Hymenoptera trong họ Apidae. Loài này được Camargo & Moure mô tả khoa học năm 1996.